# ریم ترکمانی
ریم ترکمانی (انگلیسی: Rim Turkmani) متخصص اختر فیزیکدان سوری، که پیش از این در کالج امپریال لندن و پژوهشگر دورسی هاودکین از انجمن سلطنتی گذراند و کارشناسی ارشد خود را در مهندسی برق در دانشگاه دمشق به دست آورد. سپس برای تحصیل در رشته فیزیک در دانشگاه چالمرز به سوئد رفت و در همانجا برای گرفتن PHD رشته فیزیک نجومی ماند.